# تمصلوحت
تمصلوحت (به فرانسوی: Tameslouht) یک شهرک در مراکش است که در استان حوز واقع شده‌است. تمصلوحت ۶٬۳۴۶ نفر جمعیت دارد.